# 安虹街道
安虹街道，是中华人民共和国黑龙江省绥化市安达市下辖的一个乡镇级行政单位。

## 行政区划
安虹街道下辖以下地区：
安虹社区、百花园社区、永峰社区、金税社区、安居社区、学府社区、团结社区和鸿牛社区。